# Bimota YB8
La YB8 est un modèle de motocyclette du constructeur italien Bimota.
La YB8 est présentée lors du salon de Milan de 1989. C'est un clone de la YB6 Exup.
Elle est équipée du même moteur Yamaha équipant la FZR 1000 Exup, le quatre cylindres en ligne quatre temps de 1 002 cm3, développant 148 chevaux à 10 000 tr/min, pour un couple de 11,8 mkg à 9 250 tr/min. Il est alimenté par quatre carburateurs Mikuni de 36 mm de diamètre. La culasse est à cinq soupapes par cylindre et la valve Exup à l'échappement est conservée.
Le cadre est de type périmétrique, en aluminium, de section carrée. La colonne de direction intègre un excentrique qui permet de faire varier l'angle de chasse.
La fourche télescopique inversée Marzocchi de 42 mm de diamètre et le monoamortisseur sont réglables en détente et compression.
Le freinage est assuré par deux disques de 320 mm à l'avant et un disque de 230 mm à l'arrière, pincés par des étriers respectivement à quatre et un pistons. Le tout est fourni par Brembo.
Les jantes à trois bâtons sont signées Oscam.

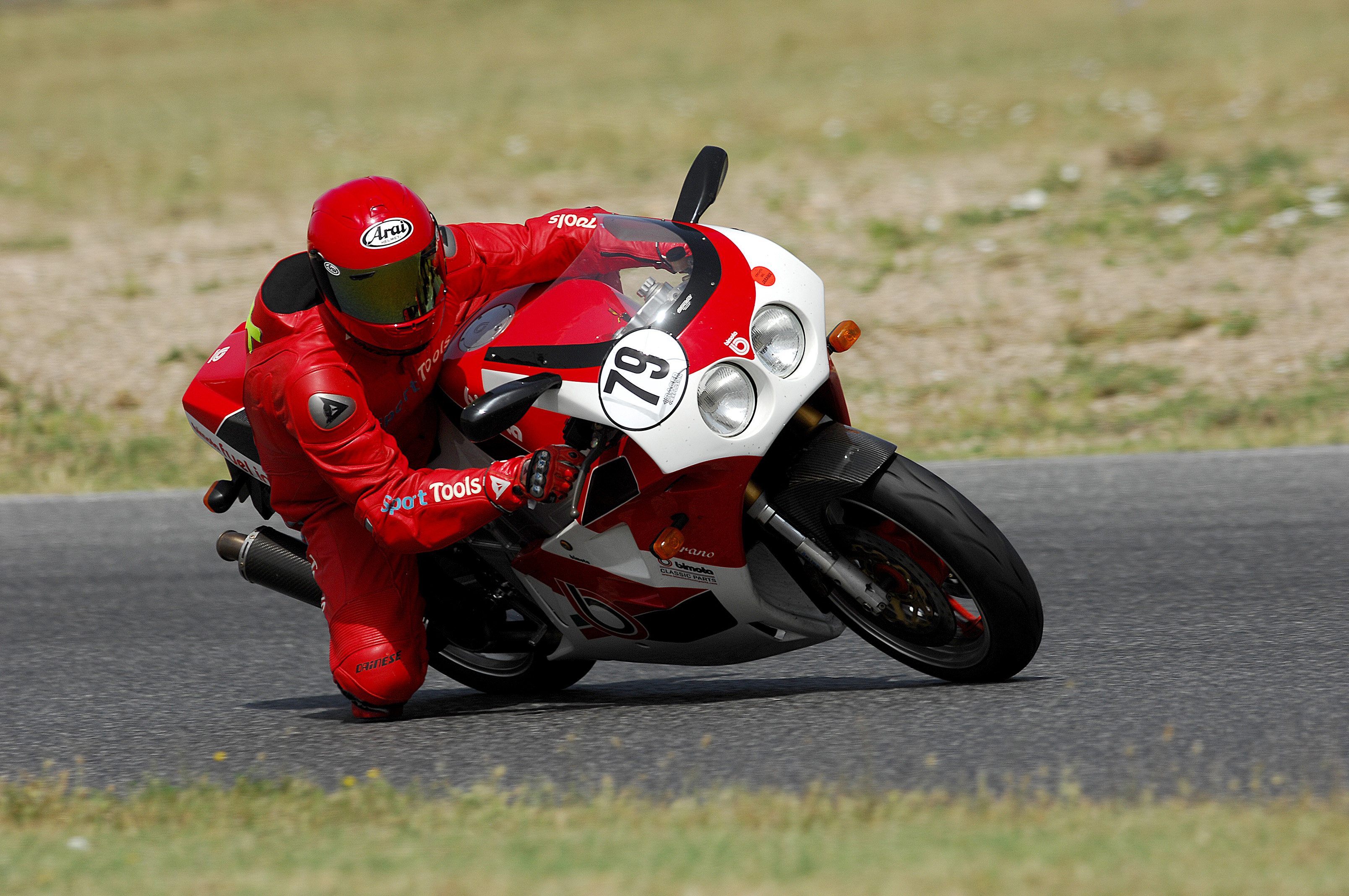
YB8 Furano

Pour 1992, Bimota présente la YB8 Furano, du nom d'un vent soufflant au-dessus de la mer Adriatique, près de Rimini. Ici, les carburateurs sont remplacés par une injection électronique Weber Marelli. La puissance passe à 164 ch à 10 500 tr/min.
La partie cycle adopte une fourche et un amortisseur Öhlins. L'étrier de frein arrière gagne un deuxième piston et le poids à sec annoncé est en baisse de 5 kg.
En 1993, Bimota sort un compromis entre la YB8 standard et la Furano, la YB8 E (Evo, pour évolution). Si le moteur conserve l'alimentation par injection électronique de la Furano, la partie cycle reprend les éléments de suspension Marzocchi et l'étrier arrière simple piston de la YB8 standard.
La YB8 était disponible en une seule livrée, rouge et blanche avec des bandes vertes. Elle était vendue 14 170 €, soit en kit, soit montée. Il a été vendu 10 kits et 242 machines montées.

La YB8 Furano a été vendue à 152 exemplaires tandis que la YB8 E a été tirée à 169 exemplaires.